# 人生の意義

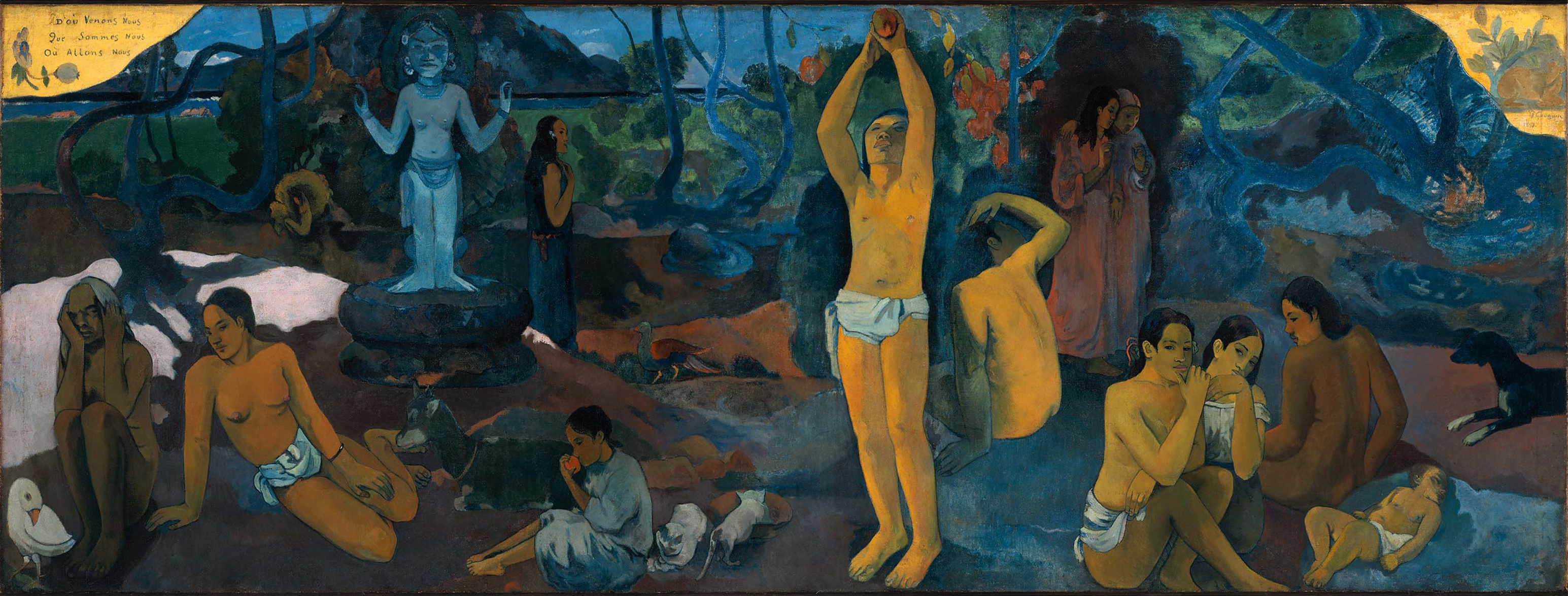
ポール・ゴーギャン作『我々はどこから来たのか 我々は何者か 我々はどこへ行くのか』。

人生の意義（じんせいのいぎ、英語: meaning of life）または人生の意味とは、今ある，そしてあるべき世界や人生についての説明に関する世界観的問題と言われる。

## 概要
諸富祥彦によると「中年の危機(Mid-life crisis)」などとも呼ばれる段階で、あらためて「残された人生で、私は何をすることを求められているのだろう？」「自分の人生を意味あるものにするためには、今後どう生きてゆけばいいのだろう？」という問いに真正面から向き合うことになるのであり、老年期にも、このような問いが心をとらえることがある。神谷美恵子によれば、老年期の悲哀の大部分は「自分の存在は何かのため、またはだれかのために必要であるか」という問いに充分確信をもって答えられなくなることによる。そのため、老人に生きがい感を与えるには、老人にできる何らかの役割を分担してもらうことを推奨している。また、愛情の関係としても老人の存在がこちらにとって必要なのだ、と感じてもらうことが大切であるという。

## 心療内科学・精神医学における諸見解

### 医学的健康・解決と人生の意味
心療内科・精神科の医師の益田裕介は2021年、こう述べている。
益田は「人生の意味」に関して、心理学博士兼行動科学者ピアーズ・スティールの本『ヒトはなぜ先延ばしをしてしまうのか』を取り上げている。この本には「先延ばししやすいものランキング」が
1位　健康
2位　転職
3位　教育
︙
11位　精神分野、宗教・哲学、人生の意味
12位　子育て
と並んでいる。これを踏まえると、ヒトは「精神分野に関することはすぐ取り掛かってしまう」と益田は述べている。

### エンパワーメント（強化・権限付与）
斎藤学（1941年～）によれば、自己肯定は人生の大きな力になる。特に、治療者を介さず自分で自己肯定できるようになることが望ましい。
この自己肯定はエンパワーメント（強化・権限付与）であり、もう一人の自分が語る自己卑下を、聞いている自分が否定していくという作業である。自己卑下に対して、「そんなことない。あなた（と呼ばれる「私」）は精一杯やったじゃない。ここまでできたのはあなたの力だよ」と否定する作業であり、斎藤学は以下のように説明している。

### 精神衛生・福利（メンタルヘルス・ウェルビーイング）
2014年にイギリス国民保健サービス（NHS）は、「精神衛生と福利」（メンタルヘルスアンドウェルビーイング “mental health and wellbeing”）をめざして、５つの方法の推奨を行い始めた。それは、１．地域や家族とつながりを持つこと、２．身体的運動を行うこと、３．一生涯学ぶこと、４．他の者に与えること、５．自分の周りの世界を注目すること（マインドフルネス）、である。

### 価値実現
ヴィクトール・フランクル（1905年～1997年）は以下のように述べた。
諸富いわく人生の価値をもってすれば、人は息を引き取るその瞬間まで、人生から意味が無くなることは無く、「人生の意味」は絶えず送り届けられ、発見され、実現されるのを待っている、ということになる。

### 使命感
神谷美恵子（1914年～1979年）は、「生きがい感」を一番感じている人種というのは、使命感に生きている人（自己の生存目標をはっきりと自覚し、自分の生きている必要を確信し、その目標にむかって全力で歩いている人）ではないか、と述べる。「自己に対するごまかし」こそが、生きがい感を何よりも損うものである、と指摘する。使命にもとっていた人（使命に背いていた人）は、安らかに死ぬことすらできない。

#### 生存目標の喪失と喪失した人の心の世界
神谷は、難病にかかったり、恋人を失ったり、子供を失ったり、職を失うなどして生存目標を失うと、人は「前途が真っ暗な世界に閉ざされた」「世の中が真っ暗になった」「深い谷底につき落とされた」などといった感覚を味わうとしており、カール・ヤスパースやクーレンカンプ（Kulenkampff, C）が「足場」とか「立場」などと表現しているのは、決して抽象概念などではなく、人間の根源的な感覚に根ざした表現である。
つまり価値観が崩壊し、これは概念レベルにとどまらず、もっと根本的な生体験（感情や欲求や知覚）にも影響を及ぼす。

#### 新しい生存目標
新しい生存目標の発見は、自分自身の本質的なものの線に沿ったものではなくてはならない、と神谷は言う。自分自身の本質に沿ったもので、これ以外に自分の生きる道はないのだ、とわかったら思い切ってそれを選びとるほかはない、この決断と選択と賭けの前にしり込みしたときには、いわゆる実存的欲求不満の種をまくことになり、後日に神経症や「にせの生き方」や自殺をひきおこす、と述べる。
新しい生存目標の例は神秘家などに多く、失恋を契機として修道院での人生を選ぶ人などもこの例にあたる。例えばゴーギャンにおいては、株の仲買人で生きていたが、35歳の時その職を捨て、絵画に走り、現世的な幸福はすべて捨てさってしまった、という。
結局、自分の内にさまざまの可能性を持っている人は、ひとつの生きがいを失っても、ほかの生存目標をみいだし、強く生きてゆけるのではないか、と言い、内在的傾向の複雑なひとほど生きがいの置き換え現象が起きやすいのだろう、とする。また、ある事例を挙げて、全てのできごとを「天の摂理」として受け入れる素朴な宗教心をもっている人だと、新しい境遇に置かれればまたそこで新たな生きがいを見出すものだ、とも述べる。ホラー映画のテーマの1つのように、心臓発作などを乗り越えた人や、トラウマを経験した人は、人生の新しい目的を見つけることがよくある。

#### 生きがいと宗教
“宗教というものは現世において満たされない欲求を埋め合わすもので、代償と自己防衛の役割を果たしているものに過ぎない”、などと考えてしまう人が多くいるが、もし仮にそのようなものだとしたら、現実の苦悩の原因がとりのぞかれれば宗教は必要でなくなってしまうということになるが、実際はそうではない、と神谷は言う。
宗教は、単なる思想や理想の意味をこえて、人間の心の世界を内部から作りかえ、価値基準を変革し、もののみかたのみならず、見えかたまで変え、世界に対する意味づけまで変える、とする。また、多くの思想家や心理学者の言うように、宗教の果たしうるもっとも本質的な役割は、人格に新しい統合を与え、意味感、すなわち生きがい感を与えることであろう、とも述べる。

## 心理学・行動科学における諸見解
心理学博士兼行動科学者ピアーズ・スティールは、「人生の意味」に関するデータを『ヒトはなぜ先延ばしをしてしまうのか』（2012年）で載せている。4000人への質問調査結果によると、ヒトは精神生活（「信仰、哲学、人生の意味の探究」）を強く優先する反面、健康やキャリアについては先延ばしするという傾向がある。スティールは
と述べている。
| 12の主要領域     | 12の主要領域                               | 先延ばし頻度の平均値（1～5） | 先延ばしが深刻な人の割合 |
| ---------------- | ------------------------------------------ | ---------------------------- | ------------------------ |
| 1位 健康         | エクササイズ、ダイエット、病気の予防・治療 | 3.4                          | 42.2%                    |
| 2位 キャリア     | 就職、転職、昇進のための努力               | 3.3                          | 56.8%                    |
| 3位 教育         | 試験勉強、学位の取得                       | 3.3                          | 32.9％                   |
| 4位 コミュニティ | ボランティア活動、政治的活動               | 3.2                          | 12.1%                    |
| 5位 ロマンス     | 恋愛、セックス、告白、結婚                 | 3.0                          | 24.0%                    |
| 6位 お金         | 貯金、公共料金などの振り込み               | 2.9                          | 35.9%                    |
| 7位 自己         | 能力や態度、行動の改善                     | 2.9                          | 29.6%                    |
| 8位 友達         | 親しい人たちとの付き合い                   | 2.9                          | 23.5%                    |
| 9位 家族         | 親やきょうだいとの触れ合い                 | 2.7                          | 18.9%                    |
| 10位 レジャー    | スポーツ、レクリエーション、趣味           | 2.7                          | 11.4%                    |
| 11位 精神生活    | 信仰、哲学、人生の意味の探究               | 2.5                          | 8.5%                     |
| 12位 子育て      | 子どもとの触れ合い                         | 2.3                          | 4.1%                     |

この調査でスティールは、人生の主要な領域を12種類に分類している。そしてスティールの設問により被験者らは、それぞれの人生領域ごとの先延ばし頻度を「1」から「5」までの中で選択した。
1. いつも先延ばししない
2. めったに先延ばししない
3. ときどき先延ばしする
4. 頻繁に先延ばしする
5. いつも先延ばしする

同時に被験者らは、自分にとって「最も先延ばしが深刻な三つの領域」を選んだ。この調査により、次のことが判明した。
- ヒトが人生の中で最も頻繁に先延ばししている領域は「健康」であり、その先延ばし頻度平均値は3.4で、ヒトのうち42.2%が「健康」において深刻な先延ばしをしている[32]。
  - ヒトが最も優先しやすい人生領域は、「子育て」を除けば「精神生活」（「信仰、哲学、人生の意味の探究」）であり、その値は2.5で、ヒトのうち8.5%が「精神生活」において深刻な先延ばしをしている[32]。

優先されにくい人生領域（健康やキャリアなど）では、自分の状態を悪化させている人々も多いとスティールは言う。表にあるように先延ばしにおける頻度は、先延ばしにおける「深刻さ」とおおよそ連動している。
スティールはこうも述べている。
スティールは、行動主義心理学と行動経済学が研究してきた動機づけ（モチベーション）のモデルを踏まえ、「先延ばし方程式」として
という分数を挙げている。この方程式は、「先延ばしを生み出す神経生物学的なメカニズムを経済学的な視点で説明するための道具」であり、「簡潔に説明するためのスナップ写真のようなもの」だとスティールは言う。
たとえば、課題の「遅れ」──課題達成という価値を入手できるまでの残り時間──が長大化するほど、期待効用（＝期待×価値）が小さくなり、結果としてヒトの動機づけは下がる。また、「衝動性」が強いほどヒトは「遅れ」をより増強させる──言い換えると、「遅れ」をより強く感じて今すぐ入手できる価値を欲しがる──ため、これも動機づけを下げる。

一方、2020年のハーバード大学保険出版局は「生きることに意味を見出すと健康増進になるかもしれない」（"Finding meaning in life could improve your health"）という記事を発表している。とある質問調査への参加者たちの内、生きることに意味があると信じていた者は、そうでなかった者に比べて心身の健康状態や認知機能が良好だった。「もし今とある人間が生きる目的を感じていないとしても、生きる目的を見出せば健康になっていくか否かを確定するには、追加調査が必要である」と記事は締めくくっている。

### 関連研究例
近代・現代の生物学と外科学では、生物（人間）は「自然の手先」であり倫理的価値は全く無く、自然も生物も、ただ科学的に「あるがゆえにある」だけだという考えがある。このような考えはフリードリヒ・ニーチェのような哲学者たちも述べており、ニーチェによると生きる上で重要なのは、「神」や彼岸ではなく健康や栄養である。一方、1990年～2004年のポジティブ心理学の研究者達は、人生の満足 、活動への全面的関与、自分の個人的な強みを用いて十分に貢献すること、自分より大きいものに関わる意味、などをもたらす実証可能な要因について研究している。  

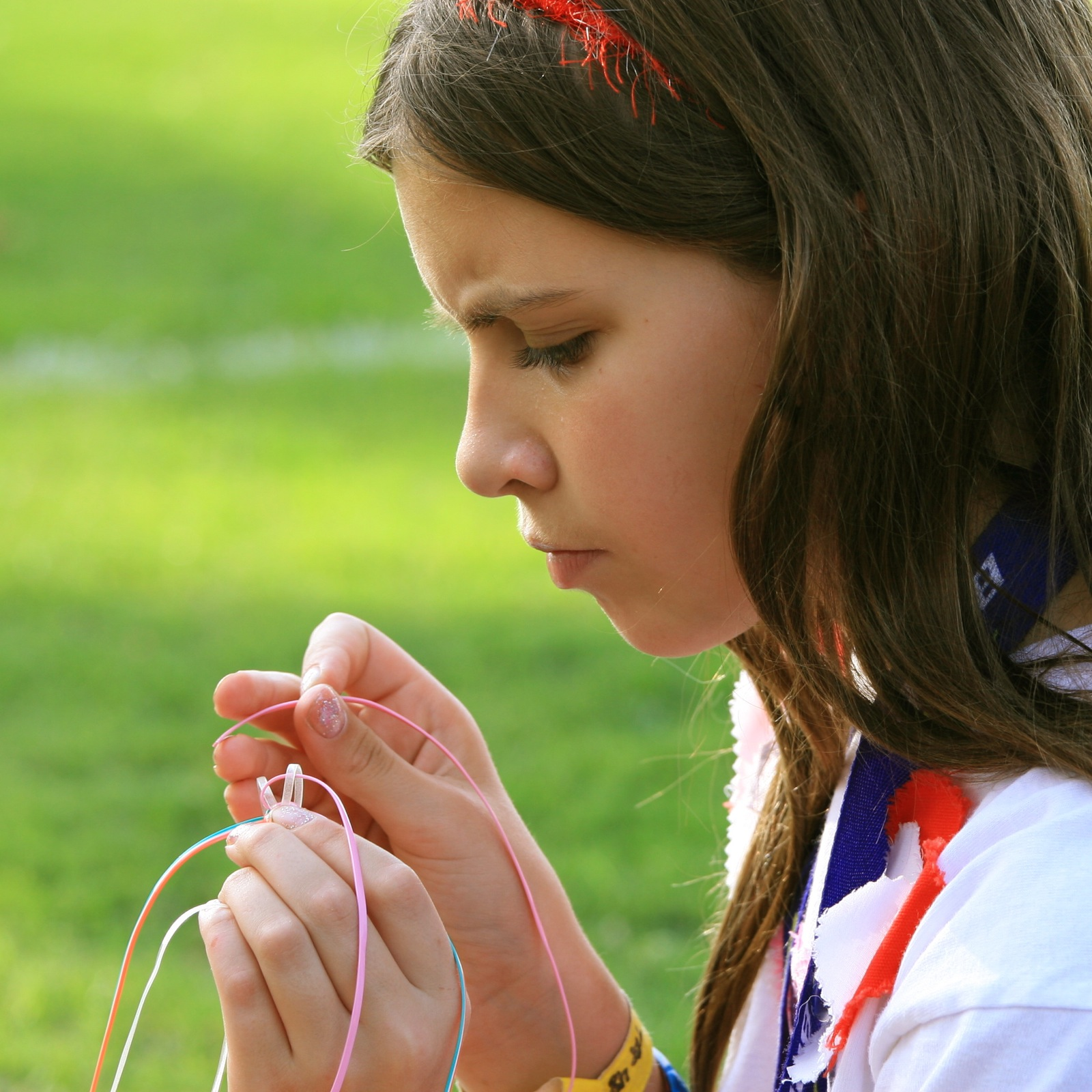
ある作業に熱中することはフローの一面である

1990年のフローの経験についてのデータを用いた研究が示していることによれば、人間の経験の意味ややりがいは、困難な課題を達成したときに感じられるものであり、課題の単なる選択よりも、その課題への取り組み方や遂行の仕方に由来する経験が大きく影響する。例えば、フローの経験は、強制収容所で自由がほとんど無い囚人にも、得られることがある。それは億万長者が得るよりも、わずかだが頻度が高い。古典的な例としては、 工場のラインでうんざりする仕事をする2人の労働者を挙げることができる。1人は退屈で嫌な仕事と考え、他の1人は仕事をどのくらい速くできるかというゲームと捉えてフローの経験を得た。
2009年～2013年の研究によれば、人生の意味の有無は、身体的健康の予後をよく予見するとのことである。つまり、人生に大きな意味を見出している人ほど、アルツハイマー病になるリスクが低下し、 冠動脈疾患を持つ人に起きる心臓発作のリスクが低下し、脳卒中のリスクが低下し、 アメリカと日本の調査において長寿の人が増えたのである。

## 政治学・経済学における諸見解
社会学者・政治経済学者マックス・ウェーバーは『職業としての学問』（1919年）の中で、近現代人の自己同一性（アイデンティティ）について述べている。科学に基づく近現代社会は、前提として進歩・進化し続けているため、必然的に近現代人は「進歩の過程の途中」で死ぬしかない。そのため人々にとって「自己の生」は、常に不満足で無意味なものに映っているとウェーバーは言う。

## 哲学における諸見解

### 遺伝子の乗り物・自然の手先
チャールズ・ダーウィンたちによれば、自然および「自然の手先」である生物（人間）に、「善」や「悪」のような倫理的価値は全く無い。自然も生物も、ただ科学的に「あるがゆえにある」だけであり、この認識はフリードリヒ・ニーチェたちが広めた思想にも共通している。外科医・科学者のロバート・ウィンストン（1940年～）によれば
人間は機械的な自然淘汰の産物であり、そのためニーチェ流の思想は人間を「自然の手先」と呼んだ。これは、進化生物学者リチャード・ドーキンスが、人間を含め生物を「遺伝子の乗り物」と解説したことに類似している。
哲学者の仲島陽一が言うには、ニーチェは医療科学や自然科学を引き合いに出すことで自らの主張に「根拠付け」しようとしており、例えばニーチェは次のようにも記している。
ニーチェによると、生の本質とは「力への意志」である。ニーチェが言うには、人生にとって重要なのは、「神」や「彼岸」や「真の世界」ではなく、「健康」や「栄養、住居、精神の食餌、病気の治療、清潔、天気の問題」である。
教育学者・教育哲学者の菱刈晃夫によると、ニーチェ、マルキ・ド・サド、ショーペンハウアー等やその流れを継ぐ思想家たちの共通点は、自然法則や自然科学を重視して、信仰や伝統を批判する点である。

### ニヒリズム
ニヒリズムは、人生には意味はない、と示唆・主張する。簡潔に言うと、ニヒリズムというのは「最も高い価値があるものを無価値にしてしまう」過程と言える。マルティン・ハイデッガーは、ニヒリズムというのは、「存在」が忘れ去られてしまい、存在を価値へと変容させてしまう動きであり、価値へと交換するために存在を減らしてしまうことである、とした。

### 功利主義
功利主義の起源はエピクロスまで遡れるものの、学派としてのこの思想の創始者はジェレミー・ベンサムであるとされている。

### 実存主義
セーレン・キルケゴールはは、たとえ他の人々と関わることは自分が傷ついてしまう結果をうみがちだとしても、それでも他の人々と関わり合うことで、そうすることによってこそ、意味のある人生が送れる、とした。
アルトゥール・ショーペンハウアーによれば、美的な瞑想、他者からの共感を求めること、そして禁欲主義というのは、救い・救済・痛みからの逃避である。
ニーチェに言わせると結局、人生をどう評価するか、ということは解釈の問題なのであって、世界自体が（客観的に）どうあるか、という問題ではないのである。そして人が想うことは、その人の特定の立場から来ているのだ、とした。

### 論理実証主義
論理実証主義者は「人生の意味とは何か？」そして「問うことに意味はあるのか？」と問いかけたことがある。 もし客観的な価値が存在しないとすれば、人生は無意味なのだろうか？

### プラグマティズム
プラグマティズムの哲学者ウィリアム・ジェイムズによると、人は人生が順調に進んでいるときは「生きる意味があるのか？」などとは考えないのであって、人は自分の人生で何か壁にぶつかった時に「何のために生きている？」などと疑問に思うという。ジェイムズに言わせると、「人生は生きるに値するか？」などという問の真の意味は「最近私の人生はつらいことが多くてやってられない！」ということであって、要は愚痴なのだ、という。ジェイムズに言わせれば、「人生は生きるに値するか？」の答えは、「人生は生きるに値するから値する」であって、「人生の意味とは何か？」などという本質を求める問いは止めて、人生の実際的な効能に着目したほうがいいという。人がどのように思うかということは、その人の人生で起きることに影響しており、ポジティブに考えて行動するからポジティブな結果が生まれる。人生は生きるに値すると思って行動していれば、実際に生きるに値する人生になる、とする。

## 思想史学・宗教学における諸見解

### 反西洋・反近代・反合理化
バード大学教授イアン・ブルマおよびヘブライ大学名誉教授アヴィシャイ・マルガリートによれば、
という類の主張をした事例として、都市（バビロン）を戒めた一神教（ユダヤ教・キリスト教・イスラム）がまず挙げられる。このような主張は、ジハード戦士をはじめとするイスラム過激派や、毛沢東主義政権等の全体主義者も共通して行っている。近代の資本主義社会（市民社会）は、西欧とアメリカを中心に建設され広まったが、そうした民営的・民主的な近代社会に対抗した人々は「田舎に対する都市の勝利」を、概念上で「都市に対する田舎の勝利」へと反転させ、
- 資本主義による疎外
- 都市による退廃
- 利己的な個人主義
- 冷酷な理性
- 近代的な無秩序
- 西洋帝国主義

等からの脱出を約束した。ただし、近代西洋から広まった合理的産業都市に敵対したり嫉妬・憎悪を感じたりする人々というのは、都市の生活がどんなものかを想像することさえ難しい田舎の住民・第一次産業従事者などではない。むしろ、都市生活からもたらされるイメージや商品を身近に感じたり消費したりしている都会人・知識人・学者などだった。20世紀のイスラム思想家・哲学者で最も影響力があった一人のサイイド・クトゥブによると、近代における人生や社会は「分割」されてしまっており、その原因は「経済競争（利己的な野心）」である。

解決策としてクトゥブは
と述べた。広範な政治活動を巻き起こしたイスラム哲学者・神学者としてクトゥヴ、サイード・ムハマド・タレカニ、アブララ・マウドゥディなどが居り、彼らは出身国や宗派が異なっていても、同じような世界観を共有していた。イスラム、特にイスラム過激主義では、唯一神（アッラーフ）の性質である「神の単一性」（タウヒード）が、「イスラム信仰者の共同体（ウンマ）の単一性」として解釈されている。前提として、どんな人間でも「神の単一性」の共同体に加わろうとすることは可能だが、こうした考えや信仰からすると、共同体の外側は全て「敵」ということになる。クトゥブは
と述べている。

#### 反分業化・反個人化・統一的人生観
宗教と全体主義は、「一体化」という点で共通していると言われる。例えば近代社会の「政教分離」原則に反して、敬虔なムスリムにとっては政治・経済・科学・宗教は別のカテゴリに分離できない。大日本帝国で「近代の超克」に参加した哲学者西谷啓治はムスリムではないが、彼の理想も、政治と宗教が継ぎ目無く一つの「全体」を形成すること、言わば教会と国家が合体することだった。（彼の批判によれば、ヨーロッパ精神文化が崩壊した原因は自然科学や分業化だった。）こうした統一的な国家宗教または精神的政治は、1930年代日本の京都から1970年代イランのテヘランにいたるまで、広く全体主義や反西洋思想（オクシデンタリズム）に見られる。毛沢東の中国、ヒトラーの第三帝国ナチスドイツ、スターリン体制下のソビエト連邦でも、宗教施設から大学の自然科学系学部まで、あらゆる機関が全体主義思想に従うよう強制的に再構築された。
歴史学や社会科学と異なり、 宗教的・ロマンチックな世界観ではこの種の「一体性」は「純真」に等しく、そして「純真」の時代が「堕落」の前に存在する。「純真」・「堕落」・「救済」といった宗教的・全体的概念は古くからあるが、これらは宗教家だけでなくロマンチスト（ロマン主義者）も多用してきた。
近代の産業社会を主導する啓蒙主義者や合理主義者たちの見解は楽観的で、人間の歴史を「より幸福でより合理的な世界へと直線的に進行するもの」と見なしている。（「技術史観」では、「人間社会の歴史的発展を究極的に決定している要因は技術の進歩である」と考えられており、技術という普遍的発展に比べて文化・思想・社会等は常に技術より遅れている、とされている。）　一方で、宗教的またはロマンチック（ロマン的）な人々は、悲劇的な感覚に基づいて自らの人生を「奈落の底」に位置づけ、自分たちは救済を希望しながら天を見上げている、と考える傾向がある。奈落や堕落とは、すなわち「断片化」 ―― 例えば「真実の自己」から離れること、社会からの疎外、「自然」または「神」からの疎遠 ―― とされる。
このような思想から見れば、労働と市場の関係もブルジョア的（市民的・資本家的）に分業されてしまっている。よって非ブルジョア的な宗教家やロマンチストにとっては、「救済」は統一や調和への憧れを満たすものである。彼らは非楽観的であるため、結果（目標達成）よりも過程（探求）を重視しており、よって「失われた一体性」を常に切望し続けている。
宗教的・ロマンチックな政治や価値観では、「失われた過去の調和」への郷愁が根強い。表面的種類としては中世ヨーロッパ、初期キリスト教、ロシア正教会全盛期、古代日本といった様々な「過去」が引き合いに出されるが、いずれにも「失われた一体性」という内容が共通している。そのような「過去」は、「一体性」を回復する「偉業」の原点としても持ち出されている。

### 精神的な「発展」・「進化」
比較宗教学者の大田俊寛によると、マックス・ウェーバーが述べたように近現代社会の人間は、無限に続く物質的発展や進化の中で生きている。そのため近現代人は「自己の生」の、あるいは「魂」や霊的概念のよりどころを見失っている。
しかし、近代に復活した様々な宗教的・神話的・伝統的思想は、肉体や物質を超越した「魂」や「精神」を再度持ち出し、それらを統一させる方向へ向かった。この種の思想、「霊性進化論」は、近代側（科学や進化論）と伝統側（宗教や霊性論）との間における断絶を、精神的「発展」または霊的「進化」によって解決しようとしている。
これら近代以降の諸宗教は、一見すると「正」の立場に位置しているようである ―― すなわち霊性進化論の目的は、「対立」（特に科学と宗教との対立）を克服したり、今までの様々な諸宗教の共通価値や普遍的英知を再発見したり、「神」的なユートピアを探求したり、精神的・魂的な反省と研鑽を重ねたりすることである。しかしそれは、強烈な「負」の側面と表裏一体であり、結果として「純然たる誇大妄想の体系」に行き着いてしまうと大田は述べている。その特徴として、
1. 「霊的エリート主義の形成」[注 7]
2. 「被害妄想の昂進」[注 8]
3. 「偽史の膨張」[注 9]

という三点が挙げられる。
大田が言うには、そもそも近代化・産業化・科学化が、宗教的・伝統的社会へ多大な破壊的影響を与えた。まず地動説によって地球は、「宇宙の中心」としての地位を追われた。さらにダーウィンの進化論によって人間は、神的存在の創造した「特別な存在」という地位を失った。つまり人間を含め生物は、神聖な存在によって創造されたわけではなく、突然変異と自然淘汰の「メカニズム」によって出現したということが、合理的方法で証明されたのである。
近代社会の諸科学や諸学問から見れば、宗教的・伝統的な学知は、前近代的な「迷信」の寄せ集めでしかなくなった。
確かに、近代以降にも「人間の生」、社会の持続的運営、精神といった事柄に問題はつきまとってきた。宗教は近代社会の中で再解釈・再編され、そして宗教は、「人間の生」の問題や、進化論との対立をはじめとするもろもろの問題を解決しようとした。しかし比較宗教学から見れば、そのような宗教活動は「霊性進化論」であり、「妄想の体系以外のものを生みだしえない」と結論できる。

## 文学における諸見解

### ゲーテの見解
ゲーテの『ファウスト』においては金が欲しい、地位や名誉が欲しい、異性が欲しいなどの欲望は、欲望を満たしたとたんに次の新たな欲望が生じ、どこまでいっても満たされない、という「永遠の欲求不満」の状態に置かれてしまう。
『ファウスト』における「人生の意味」「本当の幸福とは何か」「本物の満足とはどのようなことか」というテーマの答えは、自分の欲望の満足へのこだわりは突き抜けて、それを手放し、自己（小我）を超越し、利他の状態に至ったときにはじめて手に入るものだ、ということである。
なお、ファウストの心の旅があらゆる学問への絶望から始まるように、人生の意味や真の幸福というのは、学問や思索によって得られるものではないのであり、「人生の意味は○○である」とか「真の幸福とは○○」であるということを書物や文章を読んで学んだところで、それで人生の意味や幸福が得られるわけではなく、実際に「自分の命を懸命に燃やす」ことによってのみ人生の意味や真の幸福はつかむことができる、と表現されているのである。

## 各宗教における諸見解

### 仏教
原始仏教では四諦を示し、人生に存在する喜びと悲しみ（苦,ドゥッカ）を、渇愛の終止によって消滅させることを練習する（滅諦）。人生の中で、喜びと悲しみの原因を見出すことを実践するのである。たとえば苦の原因の1つは、触（phassa）からもたらされる色への執着である。それらはすべてサンカーラ（永続的でないもの）だからである。

### ヒンドゥー教

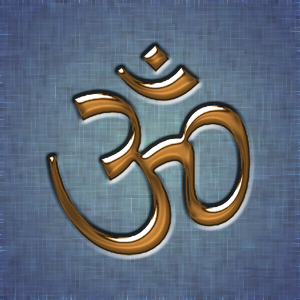
デーヴァナーガリーによるオーム

ヒンドゥー教において人生の目的は、ダルマ（道徳、倫理）、アルタ（富、財産、生計）、カーマ（欲望、性欲、情熱）、モークシャ（解脱,輪廻からの解放）である。これら4つの目標はプルシャールタ（Puruṣārtha）と呼ばれている。

### キリスト教
イエス・キリストは、唯一の神を知り愛することこそ人間の最も大きな生きる目的だと教えた。そして他の人を愛することが次に大切なことであると教えた。これらの愛は無私の愛である。また、神を知る者には、永遠の命を与えられると述べ、命には永遠の意義があると説いている。イエスの弟子ヨハネも「神は愛である」と述べ、神の愛に倣って生きることが人間の本質であると書いた。